# Автоматичен молив
Автоматичният молив е молив с графит, който може да се заменя и изнася напред с помощта на специален механизъм. По този начин той може да се използва без периодично подостряне с острилка. Автоматичните моливи дават възможност за използване на по-тънък графит, в сравнение с обикновените моливи, поради което намират голямо приложение в техническото чертане и писане, където обикновено се използват линии с постоянна дебелина.